# 8781 Юрка
8781 Юрка (8781 Yurka) — астероїд головного поясу, відкритий 1 квітня 1976 року.
Тіссеранів параметр щодо Юпітера — 3,529.